# Miss Universo 1989
Miss Universo 1989, la 38.ª edición del concurso de belleza Miss Universo, se celebró en el Hotel Fiesta Americana Condesa, Cancún, Quintana Roo (México), el 23 de mayo.
Representantes provenientes de setenta y seis países y territorios compitieron por el título en esta versión del certamen que se realizó por segunda vez en México y por séptima en Latinoamérica. Al final del evento, Miss Universo 1988, Porntip Nakhirunkanok de Tailandia, coronó como su sucesora a Angela Visser de Holanda. Elegida por un jurado de once personas, la ganadora, de 22 años, se convirtió en la primera —y hasta ahora única— representante de su país en obtener el título de Miss Universo.
El concurso fue animado por el actor estadounidense John Forsythe; como comentaristas, actuaron Emma Samms y Karen Baldwin, Miss Universo 1982. El programa fue transmitido vía satélite por la cadena de televisión estadounidense CBS en colaboración con Televisa.

## Antecedentes

### Sede y fecha
El 6 de enero de 1989, Carlos Guerrero, presidente del concurso Señorita México, anunció que el concurso se llevaría a cabo en el Hotel Fiesta Americana Condesa de Cancún, en el estado de Quintana Roo (México) el 23 de mayo siguiente. El 16 de enero, Miguel Borge Martín, entonces gobernador de Quintana Roo, firmó el contrato para realizar el concurso de Miss Universo en Cancún.

### Selección de candidatas
La tercera finalista de Miss Francia 1989, Pascale Meotti, fue designada para representar a su país porque la titular, Peggy Zlotkowski, no cumplió con la edad requerida.
Esta edición marcó el debut de San Vicente y las Granadinas, y los regresos de Aruba, Belice, Curazao, Grecia, Haití, India, Islas Caimán, Mauricio, Polonia, Surinam. Mauricio había competido por última vez en 1979, Surinam en 1982, Haití y las Islas Caimán en 1985, Aruba y Polonia en 1986, mientras que los demás en 1987. Líbano se retiró después de que su respectiva organización no pudo realizar un concurso nacional ni designar a una candidata.

## Resultados
La ganadora, las finalistas y las semifinalistas son las siguientes candidatas:

### Clasificación final
| Posición           | Concursante |
| ------------------ | --- |
| Miss Universo 1989 | - Holanda - Angela Visser (22) |
| 1.ª finalista      | - Suecia - Louise Drevenstam (19) |
| 2.ª finalista      | - Estados Unidos - Gretchen Polhemus (24) |
| 3.ª finalista      | - Polonia - Joanna Gapinzka (20) |
| 4.ª finalista      | - México - Adriana Abascal (18) |
| Semifinalistas     | - Alemania - Andrea Stelzer (20) - Venezuela - Eva Lisa Ljung (18) - Finlandia - Aasa Lövdahl (20) - Jamaica - Sandra Foster (19) - Chile - Macarena Mina (21) |

### Premios especiales
Los premios de Traje nacional, Miss Simpatía y Miss Fotogénica fueron otorgados a las siguientes naciones y candidatas:
| Premio          | Premio          | Concursante                                  |
| --------------- | --------------- | -------------------------------------------- |
| Traje nacional  | Ganadora        | - Brasil - Flavia Cavalcanti Rebello         |
| Traje nacional  | 2.º lugar       | - Guatemala - Helka Cuevas                   |
| Traje nacional  | 3.er lugar      | - Tailandia - Yonglada Ronghanam             |
| Miss Simpatía   | Miss Simpatía   | - Islas Turcas y Caicos - Sharon Simons (17) |
| Miss Fotogénica | Miss Fotogénica | - Australia - Karen Wenden (17)              |

## Puntajes oficiales

### Competencia semifinal
Según el orden en el que las diez semifinalistas fueron anunciadas, sus puntajes oficiales fueron los siguientes:[cita requerida]
| País           | Promedio preliminar | Entrevista | Traje de baño | Traje de noche | Promedio semifinal |
| -------------- | ------------------- | ---------- | ------------- | -------------- | ------------------ |
| Alemania       | ¿?                  | 8.461 (7)  | 8.737 (7)     | 9.010 (6)      | 8.736 (6)          |
| Chile          | ¿?                  | 8.033 (10) | 8.505 (10)    | 8.755 (9)      | 8.431 (10)         |
| Jamaica        | ¿?                  | 8.111 (9)  | 8.788 (6)     | 8.933 (7)      | 8.610 (9)          |
| Venezuela      | ¿?                  | 8.204 (8)  | 8.727 (8)     | 9.096 (3)      | 8.675 (7)          |
| Holanda        | ¿?                  | 9.583 (1)  | 9.725 (1)     | 9.824 (1)      | 9.711 (1)          |
| Estados Unidos | ¿?                  | 8.511 (5)  | 8.894 (4)     | 8.927 (8)      | 8.777 (5)          |
| Suecia         | ¿?                  | 9.261 (2)  | 9.233 (2)     | 9.376 (2)      | 9.290 (2)          |
| Polonia        | ¿?                  | 8.472 (6)  | 9.105 (3)     | 9.027 (4)      | 8.868 (3)          |
| Finlandia      | ¿?                  | 8.533 (4)  | 8.661 (9)     | 8.755 (10)     | 8.649 (8)          |
| México         | ¿?                  | 8.650 (3)  | 8.883 (5)     | 9.056 (5)      | 8.853 (4)          |

Las cinco finalistas fueron anunciadas en el siguiente orden: México, Holanda, Polonia, Estados Unidos y Suecia.

## Concursantes
78 candidatas compitieron por el título:
| País/Teritorio                       | Candidata               | Edad | Procedencia        |
| ------------------------------------ | ----------------------- | ---- | ------------------ |
| Alemania Occidental                  | Andrea Stelzer          | 24   | Múnich             |
| Argentina                            | Luisa Norbis            | 17   | Buenos Aires       |
| Aruba                                | Carina Felix            | 24   | San Nicolaas       |
| Australia                            | Karen Wenden            | 17   | Palm Beach         |
| Austria                              | Tina Berghold           | 18   | Viena              |
| Bahamas                              | Tasha Ramirez           | 18   | Nasáu              |
| Bélgica                              | Anne de Baetzelier      | 24   | Liedekerke         |
| Belice                               | Andrea McKoy            | 22   | Ciudad de Belice   |
| Bermudas                             | Cornelia Furbert        | 18   | Saint George       |
| Bolivia                              | Raquel Cors             | 18   | Tarija             |
| Brasil                               | Flávia Cavalcanti       | 20   | São Paulo          |
| Canadá                               | Juliette Powell         | 18   | Saint-Laurent      |
| Chile                                | Macarena Mina           | 20   | Santiago           |
| Colombia                             | María Teresa Egurrola   | 18   | San Juan del Cesar |
| Corea del Sur                        | Kim Sung-ryung          | 22   | Seúl               |
| Costa Rica                           | Luana Freer             | 21   | San José           |
| Curazao                              | Anna Maria Mosteiro     | 23   | Willemstad         |
| Dinamarca                            | Louise Mejlhede         | 21   | Copenhague         |
| Egipto                               | Sally Attah             | 21   | El Cairo           |
| Ecuador                              | María Eugenia Molina    | 23   | Guayaquil          |
| El Salvador                          | Beatriz López           | 19   | San Salvador       |
| Escocia                              | Victoria Lace           | 19   | Ayrshire           |
| España                               | Eva Pedraza             | 18   | Córdoba            |
| Estados Unidos                       | Gretchen Polhemus       | 24   | Fort Worth         |
| Filipinas                            | Sarah Jane Paez         | 21   | Manila             |
| Finlandia                            | Åsa Lövdahl             | 20   | Helsinki           |
| Francia                              | Pascale Meotti          | 20   | Franco Condado     |
| Gales                                | Andrea Jones            | 23   | Clwyd              |
| Gibraltar                            | Tatiana Desoisa         | 23   | Gibraltar          |
| Grecia                               | Kristiana Latani        | 21   | Atenas             |
| Groenlandia                          | Naja-Rie Sorensen       | 20   | Nuuk               |
| Guam                                 | Janiece Santos          | 17   | Yigo               |
| Guatemala                            | Helka Cuevas            | 19   | Chiquimula         |
| Haití                                | Glaphyra Jean-Louis     | 24   | Puerto Príncipe    |
| Holanda                              | Angela Visser           | 22   | Róterdam           |
| Honduras                             | Frances Siryl Milla     | 23   | La Ceiba           |
| Hong Kong                            | Cynthia Yuk             | 19   | Kowloon            |
| India                                | Dolly Minhas            | 24   | Chandigarh         |
| Inglaterra                           | Raquel Jory             | 20   | Reading            |
| Irlanda                              | Collette Jackson        | 22   | Dublín             |
| Islandia                             | Guðbjörg Gissurardóttir | 20   | Reikiavik          |
| Islas Caimán                         | Carol Ann Balls         | 21   | George Town        |
| Islas Marianas del Norte             | Soreen Villanueva       | 20   | Saipán             |
| Islas Turcas y Caicos                | Sharon Simons           | 17   | Gran Turca         |
| Islas Vírgenes Británicas            | Viola Joseph            | 23   | Road Town          |
| Islas Vírgenes de los Estados Unidos | Nathalie Lynch          | 19   | Santo Tomás        |
| Israel                               | Nicole Halperin         | 19   | Beerseba           |
| Italia                               | Christiana Bertasi      | 21   | Verona             |
| Jamaica                              | Sandra Foster           | 19   | Kingston           |
| Japón                                | Eri Tashiro             | 22   | Sapporo            |
| Luxemburgo                           | Chris Scott             | 22   | Luxemburgo         |
| Malasia                              | Carmen Cheah            | 19   | Penang             |
| Malta                                | Sylvana Pandolfino      | 21   | Città Victoria     |
| Mauricio                             | Jacky Randabel          | 19   | Curepipe           |
| México                               | Adriana Abascal         | 18   | Veracruz           |
| Nigeria                              | Bianca Onoh             | 21   | Lagos              |
| Noruega                              | Lene Ornhoft            | 22   | Oslo               |
| Nueva Zelanda                        | Shelley Soffe           | 22   | Wellington         |
| Paraguay                             | Ana Victoria Schaerer   | 19   | Asunción           |
| Perú                                 | Mariana Sovero          | 21   | Lima               |
| Polonia                              | Joanna Gapińska         | 21   | Szczecin           |
| Puerto Rico                          | Catalina Villar         | 21   | San Juan           |
| Portugal                             | Anna Francisco Sobrinho | 19   | Setúbal            |
| República de China                   | Chen Yen Ping           | 20   | Taipéi             |
| República Dominicana                 | Anny Canaán             | 21   | La Vega            |
| San Vicente y las Granadinas         | Camille Samuels         | 20   | Kingstown          |
| Singapur                             | Pauline Chong           | 19   | Singapur           |
| Sri Lanka                            | Veronica Ruston         | 21   | Colombo            |
| Surinam                              | Consuela Cruden         | 17   | Paramaribo         |
| Suecia                               | Louise Drevenstam       | 19   | Estocolmo          |
| Suiza                                | Karina Berger           | 20   | Zúrich             |
| Tailandia                            | Yonlada Ronghanam       | 19   | Bangkok            |
| Trinidad y Tobago                    | Guenevere Keishall      | 21   | Puerto España      |
| Turquía                              | Jasmine Baradan         | 17   | Esmirna            |
| Uruguay                              | Carolina Pies           | 24   | Montevideo         |
| Venezuela                            | Eva Lisa Ljung          | 18   | Caracas            |